# Grevillea alpina
Grevillea alpina é uma espécie de planta com flores da família Proteaceae. É endêmica da Austrália e não se restringe a ambientes alpinos, sendo, na verdade, menos comum em altitudes elevadas do que em áreas mais baixas. A espécie apresenta grande variabilidade em sua aparência, com cinco formas gerais descritas: forma de flores pequenas, forma dos Grampians, forma do norte de Victoria, forma dos Goldfields e forma das Colinas do Sul. Ocorre em florestas secas e bosques em Victoria e no sul de Nova Gales do Sul. Algumas formas da planta são rasteiras, enquanto outras se desenvolvem como arbustos espalhados. As flores exibem uma ampla gama de cores, incluindo branco, verde, tons de vermelho e rosa, ou combinações de várias cores. As flores curvadas têm de 1 a 3 cm de comprimento e atraem insetos e aves que se alimentam de néctar.

## Descrição
A Grevillea alpina apresenta notável variação em sua forma, folhas e flores. As plantas têm entre 0,3 e 2 metros de altura. Suas folhas podem ser lineares, oblongas ou elípticas, geralmente medindo de 0,5 a 2 cm de comprimento e de 1,5 a 4 mm de largura. Ambas as superfícies das folhas podem ou não ter pelos, e as bordas podem ser curvadas para trás ou revolutas.
A cor das flores é uma das características mais variáveis. O perianto pode ser predominantemente vermelho, laranja, rosa ou, mais raramente, amarelo ou creme. Frequentemente, há uma transição de cor ao longo do perianto, resultando em combinações comuns como vermelho-amarelo ou vermelho-creme. A floração ocorre principalmente de agosto a dezembro em sua região nativa. Após a floração, surgem frutos peludos, coriáceos e ovóides (folículos) com 8,5 a 12 mm de comprimento, que se abrem para liberar sementes aladas.

## Taxonomia
A espécie foi formalmente descrita em 1838 pelo botânico inglês John Lindley em Three expeditions into the interior of Australia, com base em material vegetal coletado no Monte William [en], no Parque Nacional dos Grampians [en], durante a expedição de Thomas Mitchell em 1836.
Na série de publicações Flora of Australia (1999), a espécie foi posicionada no gênero Grevillea por meio de uma árvore hierárquica da seguinte forma:
Grevillea (gênero)
Grupo Floribunda
Subgrupo Floribunda
Grevillea floribunda
Grevillea polybractea [en]
Grevillea chrysophaea [en]
Grevillea celata [en]
Grevillea alpina
Grevillea mucronulata [en]
Grevillea kedumbensis [en]
Grevillea granulifera [en]
Grevillea guthrieana [en]
Grevillea obtusiflora

## Distribuição
Grevillea alpina é amplamente distribuída em Victoria, estendendo-se de Melbourne ao norte até Nova Gales do Sul, passando por Albury e chegando até Canberra, onde ocorre na Montanha Negra [en]. Seu limite oeste está no Parque Nacional dos Grampians, em Victoria. É encontrada em bosques, charnecas e regiões de mallee.
Em The Grevillea Book, publicado em 1995, os autores Peter Olde e Neil Marriott identificaram cinco formas informais:
- Forma dos Grampians, a forma típica, com flores laranja e amarelas brilhantes;

- Forma das Colinas do Sul, encontrada em locais ao redor de Melbourne, como Desfiladeiro Lerderderg, Kinglake [en], Mount Slide, Mount Evelyn [en], Cordilheira Dandenong [en] e Cardinia;

- Forma dos Goldfields, presente em Castlemaine [en], Bendigo e Floresta Whroo;

- Forma do Norte de Victoria, observada em áreas como as Cordilheiras Strathbogie e as Cordilheiras Warby;

- Forma de flores pequenas, encontrada em Beechworth [en], Chiltern [en], Albury e Canberra.[6] Plantas de Tooborac [en] também foram classificadas como essa forma, mas os autores atualmente acreditam que podem constituir uma forma distinta.[7]

Híbridos naturais foram registrados com Grevillea lavandulacea [en], Grevillea dryophylla [en] e Grevillea obtecta [en]. Na Nova Zelândia, híbridos com Grevillea rosmarinifolia tornaram-se naturalizados.

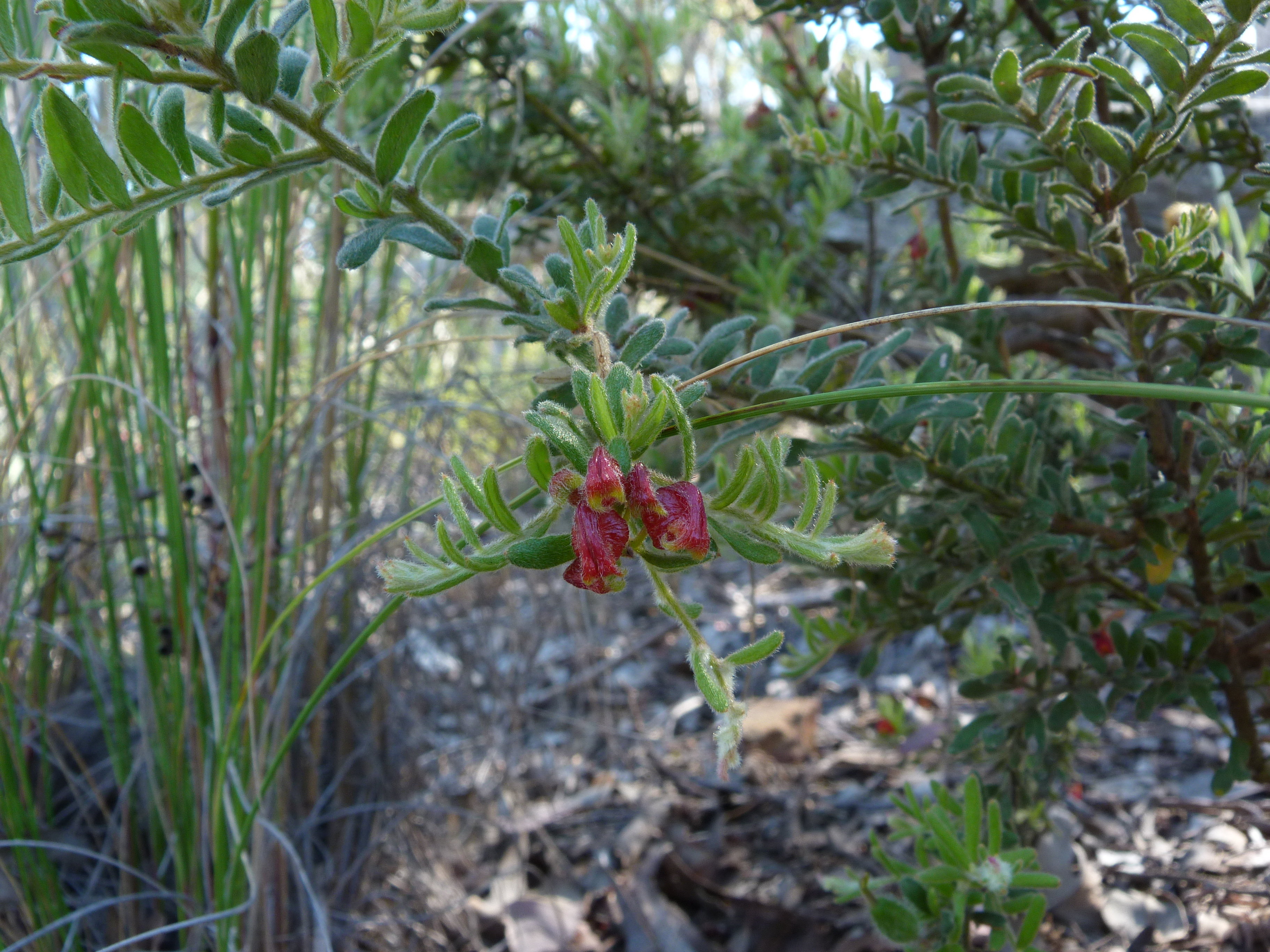
Forma de flores pequenas

## Ecologia
Os melifagídeos são considerados os principais polinizadores. Abelhas melíferas foram observadas se alimentando do néctar, mas conseguem fazê-lo sem precisar da apresentação secundária de pólen.

## Conservação
Grevillea alpina está classificada como "pouco preocupante" na Lista Vermelha da IUCN. Possui ampla distribuição, sua população é considerada estável e não há grandes ameaças à espécie.

## Cultivo
A espécie foi introduzida no cultivo na Inglaterra em 1856 e, em 1858, já era cultivada nos Jardins Botânicos Reais de Victoria. Apesar de amplamente cultivada, tem fama de ser de vida curta. Esse problema, mais acentuado em climas úmidos com chuvas de verão, foi abordado por enxertia em vários porta-enxertos. A Grevillea alpina cresce melhor em ambientes secos e não tolera bem o excesso de umidade. Podas regulares desde jovem estimulam um crescimento mais denso e reduzem a lenhosidade.
A propagação por sementes pré-tratadas é fácil, embora sementes de jardins frequentemente gerem descendentes híbridos. A espécie hibridiza facilmente com G. rosmarinifolia, G. juniperina e G. lavandulacea [en]. A propagação por estacas é o método preferido para garantir que formas e cultivares específicos mantenham suas características.
Em 2003, foi relatado que a doença fúngica Phytophthora palmivora [en] foi detectada em viveiros na Sicília, causando podridão radicular e morte de cultivares de Grevillea em vasos. Dentre esses, as plantas de G. alpina foram as mais severamente afetadas.

### Cultivares
Um grande número de cultivares híbridos e formas selecionadas foi introduzido na horticultura, incluindo:
- 'Bonnie Prince Charlie' - G. rosmarinifolia  × G. alpina (forma dos Grampians)

- 'Coral' - muda selecionada de G. alpina (forma de Cardinia)

- 'Edna Walling Softly Softly' - G. alpina × G. lanigera 'Blush'

- 'Fireworks' -  G. 'Pink Pixie' × G. alpina

- 'Goldrush' - G. alpina x  G. rosmarinifolia

- 'Grampians Gold' - forma de G. alpina

- 'Hills Jubilee' - (G.baueri × G. alpina forma Warby Range) × G. rosmarinifolia 'Lutea'

- 'Jubilee' - G. rosmarinifolia × G. alpina

- 'Judith' - seleção de G. alpina (forma de Cardinia)

- 'Magic Lantern' - muda selecionada de G. alpina (forma de Cardinia)

- 'Marion' - muda selecionada de G. alpina (forma de Cardinia)

- 'McDonald Park' - G. rosmarinifolia × G. alpina

- 'Olympic Flame' - muda selecionada de G. alpina (forma de Cardinia)

- 'Poorinda Annette' - G. juniperina × forma de flores pequenas de G. alpina

- 'Poorinda Beauty' - forma de G. juniperina × G. alpina

- 'Poorinda Belinda' - G. juniperina × (forma de flor amarela de G. obtusiflora × G. alpina)

- 'Poorinda Elegance' - híbrido da forma de Nova Gales do Sul de G. juniperina e G. alpina × G. 'obtusiflora'

- 'Poorinda Golden Lyre' - G. alpina × G. victoriae

- 'Poorinda Jeanie'  - G. alpina  × G. juniperina

- 'Poorinda Rachel' - G. alpina ×  G. juniperina

- 'Poorinda Splendour' - Forma de Nova Gales do Sul de G. juniperina × G. alpina

- 'Poorinda Tranquillity' - G, lavandulacea  × Grevillea alpina

- 'Tucker Time Entrée' - G. rosmarinifolia × G. alpina

Numerosas formas naturais receberam nomes baseados em suas localidades de origem, como Albury, Axedale [en], Bendigo, Montanha Negra [en], Castlemaine [en], Chiltern [en], Grampians, Greta West [en], Kinglake [en], Desfiladeiro Lerderderg, Morrl Morrl, Monte Dandenong, Monte Ida, Monte Pleasant, Monte Slide, Monte Zero, Murphys Hill, One Tree Hill, Porcupine Ridge, Pyalong [en], Reef Hills, Rushworth, Seymour [en], South Mandurang, St Arnaud [en], Strathbogies, Tallarook [en], Tamminack Gap, Tawonga Gap, Tooborac [en], Warby Range, Whorouly [en] e Floresta Estadual de Wombat [en].